# الگوی خلاقیت
الگوی خلاقیت (انگلیسی: Creational pattern) در مهندسی نرم‌افزار، به نوعی از الگوهای طراحی نرم‌افزاری اطلاق می‌گردد، که با مکانیسم‌های ایجاد و خلق اشیاء سروکار دارند و سعی دارند تا اشیاء را به روشی متناسب با موقعیت شیء مورد نظر، ایجاد نمایند. در این فرایند شکل اصلی ایجاد اشیاء می‌تواند منجر به بروز مشکلاتی در طراحی یا اعمال پیچیدگی بیشتر، در طراحی گردد، که الگوهای خلاقیت این مشکلات را با اعمال نوعی از کنترل بر فرایند ایجاد اشیاء حل می‌نمایند. الگوهای خلاقیت اغلب به الگوهای خلاقیت اشیاء و الگوهای کلاس-خلاقیت تفکیک می‌شوند. ۵ الگوی طراحی شناخته‌شده که جزئی از الگوهای خلاقیت محسوب می‌شوند، شامل: الگوی کارخانه انتزاعی، الگوی سازنده، الگوی متد کارخانه شیء، الگوی نمونه اولیه و الگوی یگانه می‌باشند.